# Heinrich von Freiberg
Heinrich von Freiberg war ein böhmischer, mittelhochdeutsch schreibender Dichter, der in der zweiten Hälfte des 13. Jahrhunderts lebte. Seine bekannteste literarische Leistung besteht in der Vollendung des Tristan-Epos von Gottfried von Straßburg.

## Leben und Werk
Wie auch andere mittelalterliche Dichter ist Heinrich von Freiberg in keiner überlieferten historischen Quelle erwähnt. Wir können sein Leben nur in Teilen anhand seiner Werke rekonstruieren. Heinrich war kein Adeliger. Sein Beiname „von Freiberg“ weist entweder auf seinen Geburtsort oder wahrscheinlicher auf den Geburtsort seines Vaters hin. Es ist jedoch nicht urkundlich belegt, um welchen Freiberg es ging. Tschechische Forscher vermuten, dass einer seiner Vorfahren (wahrscheinlich sein Vater) aus dem sächsischen Freiberg stammte und nach Böhmen als Bergbau-Spezialist kam. Wahrscheinlich war Heinrich bürgerlicher Herkunft, genoss eine gute Bildung und arbeitete für die böhmische Adeligen als Dichter. Zunächst wurde er von der Adelsfamilie Ronow gefördert.
Heinrich von Freiberg gilt als einer der besten deutschen Dichter des 13. Jahrhunderts, die in Böhmen wirkten. Um 1280 vollendete er in Ostböhmen das Tristan-Epos von Gottfried von Straßburg im Auftrag des reichen böhmischen Barons Raimund von Lichtenburg. Anschließend verfasste er sein längstes Gedicht (fast 900 Verse) – eine Bearbeitung einer lateinischen Legende über die Herkunft des Kreuzes, an dem Christus gemartert wurde. Mitunter wurde ihm (in der älteren Forschung) auch das anonym verfasste Gedicht Schrätel und Wasserbär (mit 352 Versen) zugeschrieben, dessen in ganz Europa verbreiteter Inhalt wohl skandinavischer Herkunft ist. Nach 1293 schrieb er das Gedicht die Ritterfahrt Johanns von Michelsberg, das die ritterliche Erfolge des böhmischen Adeligen Jan z Michalovic verherrlicht.
Möglicherweise lebte er auch am Hof des Königs Wenzel II. von Böhmen in Prag.

## Urteile
Heinrich „zeichnete sich durch leichte, gewandte Rede, zierliche Darstellung und schalkhafte Neckerei aus, worin er seinem Meister Gottfried von Straßburg glücklich nachstrebte.“
„Einzelne Szenen bieten wahre Perlen höfischer Erzählung, die Sprache beherrscht er meisterhaft ... Er weiß sich an Gottfried gut anzupassen, wahrt aber doch seine Eigenart. Er ist ein freischaffender Künstler, der sich das Überkommene in rechter Wiese zu Nutze zu machen versteht.“

## Werkausgabe
- Heinrich von Freiberg. Tristan und Isolde, Mittelhochdeutsch/neuhochdeutsch, (Original-Text nach der Florenzer Hs. ms. B.R. 226), Herausgegeben von Danielle Buschinger und Wolfgang Spiewok, (= Wodan; Band 16, Serie 1, Texte des Mittelalters 5), Greifswald 1993

## Belege
1. 1 2  Freiberg, Heinrich von, Rytířská jízda Jana z Michalovic, Praha, Elka Press, 2005. ISBN 80-902745-8-7. Vorwort von prof. Dr. Václav Bok, CSc., s. 7-9. (tschechisch)
2. ↑  Ulla Williams: ‚Kobold und Eisbär‘ (‚Schrätel und Wasserbär‘). In: Verfasserlexikon. Band IV, Sp. 1279 f.
3. ↑   Vorlesungsentwurf mit Zusammenfassung (Memento des Originals vom 1. August 2007 im Internet Archive)  Info: Der Archivlink wurde automatisch eingesetzt und noch nicht geprüft. Bitte prüfe Original- und Archivlink gemäß Anleitung und entferne dann diesen Hinweis.
4. ↑  Meyers Konversationslexikon, 4. Auflage Leipzig 1887, s. v. Heinrich von Freiberg
5. ↑  Erich Gierach, Die deutsche Literatur des Mittelalters. Verfasserlexikon, Berlin 1943, Band 3, Spalte 262, zitiert bei Gerhard Eis, Kleine Schriften zur altdeutschen weltlichen Dichtung, Amsterdam 1979, S. 420

| Personendaten    | Personendaten                        |
| ---------------- | ------------------------------------ |
| NAME             | Heinrich von Freiberg                |
| KURZBESCHREIBUNG | mittelhochdeutscher Dichter          |
| GEBURTSDATUM     | 13. Jahrhundert                      |
| GEBURTSORT       | unsicher: Freiberg                   |
| STERBEDATUM      | 13. Jahrhundert oder 14. Jahrhundert |